# سیدلی تایگر
سیدلی تایگر (به انگلیسی: Siddeley Tiger) یک هواگرد ساختِ کارخانهٔ سیدلی-دیزی در کشور بریتانیا است.